# SilkAir
SilkAir – SilkAir (Singapore) Private Limited – singapurska linia lotnicza, działająca w latach 1989-2021 i będąca spółką zależną w 100% kontrolowaną przez linie Singapore Airlines w ramach holdingu Singapore Airlines Group.
Towarzystwo lotnicze obsługiwało regionalne połączenia do 28 miast Azji Południowo-Wschodniej, Subkontynencie indyjskim, Dalekim Wschodzie oraz Chin.
Siedzibą i głównym port przesiadkowym (hubem) linii SilkAir był Port lotniczy Singapur-Changi.
18 maja 2018 roku, główny udziałowiec - linie Singapore Airlines - ogłosił, że od roku 2020 będzie stopniowo przejmować trasy i połączenia dotychczas eksploatowane przez linie SilkAir, a wnętrza kabin pasażerskich we wszystkich, dotychczas eksploatowanych samolotach zostaną dostosowane do wysokich standardów i wymogów towarzystwa Singapore Airlines | SIA.
Agencja ratingowa Skytrax przyznała linii 4 gwiazdki.
28 stycznia 2021 roku proces integracyjny z macierzystą linią Singapore Airlines został zakończony i linie lotnicze SilkAir zaprzestały działalności.   